# Українсько-габонські відносини
Двосторонні відносини України з Габонською Республікою встановлені та набули чинності 1 вересня 1993.
Уряд України, з однієї сторони, та Уряд Габонської Республіки, з іншої сторони,
- Посилаючись на рішення Уряду Габонської Республіки від 10 січня 1992 року про визнання України;
- Натхнені обопільним бажанням розвивати та зміцнювати дружні відносини між народами двох країн;
- Прагнучи встановити між двома державами взаємовигідне співробітництво у сферах, що становлять обопільний інтерес;
- Бажаючи сприяти розбудові нової ери миру, злагоди і солідарності в усьому світі;
- Дотримуючись положень Віденської Конвенції про дипломатичні зносини від 18 квітня 1961 року;

вирішили встановити дипломатичні відносини між двома державами на рівні посольств, починаючи з дати підписання цього спільного комюніке.
Здійснено у м. Москві 1 вересня 1993 року у двох примірниках, кожний українською та французькою мовами, при цьому обидва тексти мають однакову силу.
Посольство України в Габонські Республіці — дипломатична місія України в Габоні, знаходиться в місті Лібревіль. Відкрите у 2007 році.
Посол — Голубнича Ірина Валентинівна.

## Завдання посольства
Основне завдання Посольства України в Лібревілі представляти інтереси України, сприяти розвиткові політичних, економічних, культурних, наукових та інших зв'язків, а також захищати права та інтереси громадян і юридичних осіб України, які перебувають на території Габоні.
Посольство сприяє розвиткові міждержавних відносин між Україною і Габоном на всіх рівнях, з метою забезпечення гармонійного розвитку взаємних відносин, а також співробітництва з питань, що становлять взаємний інтерес.

## Двосторонні зустрічі
2011 р. — візит глави МЗС Габону вперше в історії українсько-габонських відносин відвідав Україну.
Згідно з інформацією, міністр закордонних справ України Костянтин Грищенко та його габонський колега Поль Тунгі провели переговори, в ході яких визначили кроки подальшої активізації політичного діалогу з метою виведення співробітництва на якісно новий рівень.
Зокрема, обговорювалися питання, що стосуються необхідності активізації контактів на найвищому рівні, координації дій у рамках міжнародних організацій, розвитку торговельно-економічного, науково-технічного, інвестиційного та гуманітарного співробітництва.
У завершенні переговорів сторони підписали протокол про політичні консультації між МЗС України та Габону.

## Посли України в Габоні
1. Мішустін Сергій Васильович (2007—2011).
2. Голубнича Ірина Валентинівна (2011 — теперішній час)[2].

## Торговельно-економічне співробітництво
Динаміка товарообігу між Україною та Республікою Габон (тис. дол. США)
| Рік     | 2008  | 2009 | 2010 | 2011 | 2012  | 2013 |
| ------- | ----- | ---- | ---- | ---- | ----- | ---- |
| Експорт | 5442  | 639  | 2668 | 3223 | 4984  | 370  |
| Імпорт  | 5281  | 650  | 2924 | 3636 | 5329  | 323  |
| ЗТО     | 10723 | 1289 | 5592 | 6859 | 10313 | 693  |
| Сальдо  | 161   | -11  | -256 | -413 | -345  | 47   |

У 2012 р. обсяг двостороннього товарообігу становив 10313 тис. дол. США, а у 2013 р. — 693 тис. дол. США.
Експорт становив у 2013 р. 370 тис. дол. США, що на 92,6 % менше в порівнянні з аналогічним періодом минулого року, імпорт — 323 тис. дол. США, що на 93,9 % менше аналогічного показника 2012 року. Позитивне сальдо у 2013 р. 47 тис. дол. США.
Основними статтями експорту України є промислові товари. Імпорт із Габону — залізо і сталь, хімічна промисловість. (за даними Держслужби статистики України).

## Резолюція ООН
Генасамблея ООН підтримала резолюцію, у тексті якої визнається непорушність територіальної цілісності України. За відповідну резолюцію проголосували 100 країн-членів ООН, у тому числі Республіка Габон. Проти проголосували 11 країн: разом з Росією проголосували лише Вірменія, Білорусь, Болівія, Куба, КНДР, Нікарагуа, Судан, Сирія, Зімбабве, Венесуела. Велика частина країн утримались під час голосування — це 58 країн на чолі з Китаєм.4 [Архівовано 6 жовтня 2019 у Wayback Machine.]

## Транспортне сполучення
Місце розташування дипломатичного представництва або консульської установи: Москва. Візу для поїдки в Габон громадяни України мають отримати в Посольстві цієї країни в РФ.
Авіаційне сполучення між Європою та Габоном забезпечують декілька авіаперевізників («Air France», «Turkish airlines», «Brussels airlines», «Royal Air Maroc», «Lufthansa», «Ethiopian airlines»), які виконують від 3 до 5 рейсів щотижня між Лібревілем та Парижем, Стамбулом, Брюсселем та Франкфуртом-на-Майні. Крім того, місцева компанія «Air Gabon» здійснює 5 рейсів на тиждень за маршрутом Лібревіль — Париж. Внутрішні авіаперевезення здійснюють декілька місцевих компаній, які не завжди забезпечують регулярність польотів.
Більшість доріг в Габоні не мають твердого покриття. Винятком є дорожня мережа в столиці країни — м. Лібревіль, а також містах Порт-Жантій, Бонговіль та деяких інших. Відремонтованим є трансгабонське шосе № 1, яке зв'язує північ країни з прикордонним з Республікою Конго регіоном. Пересуватися рештою доріг бажано на позашляховиках. Краще мати місцевого водія, який знає стан доріг. Протягом сезону дощів (кінець жовтня-початок листопада та січень-початок травня) подорожування є небезпечним, оскільки значна частина доріг є непридатною для використання або зруйнованою (падіння дерев, зсув ґрунту тощо). У випадку скоєння ДТП слід звернутися до найближчого пункту поліції або жандармерії.